# Epafos
Epafos este fiul lui Zeus și al frumoasei Io. Zeus încearca să o ascundă pe iubita sa de mânia Herei și o transformă într-o juncă. Hera, soția înșelată a lui Zeus, o recunoaște și pune pe urmele lui Io un tăun înfricoșător, care gonea junica din țară-n țară. De abia când a ajuns în Egipt Zeus îi redă iubitei sale chipul omenesc. În  Egipt Io îl naște pe Epafos, cel ce va deveni primul rege al Egiptului.
1. ↑  RSKD / Ζεύς[*] Verificați valoarea |titlelink= (ajutor)
2. ↑  RSKD / Rhea[*] Verificați valoarea |titlelink= (ajutor)